# PakTES 1A
PakTES 1A (englisch Pakistan Technology Evaluation Satellite ‚Pakistanischer Technologie-Evaluierungssatellit‘) ist ein Technologieerprobungs und Erdbeobachtungssatellit der Islamischen Republik Pakistan. 
Der 285 kg schwere Satellit wurde von der Pakistanischen Space and Upper Atmosphere Research Commission (SUPARCO) entwickelt.  Der Tegu Imager, also die Kamera des Satelliten, stammt jedoch von der Space Advisory Company in Stellenbosch, Südafrika. PakTES 1A wurde am 9. Juli 2018 um 03:56 UTC mit einer Chinesischen Trägerrakete vom Typ Langer Marsch 2C vom Kosmodrom Jiuquan aus in eine Polarbahn gebracht. Der Satellit war für eine Lebensdauer von drei Jahren ausgelegt.
Als Nachfolger für PakTES 1A sind drei Kleinsatelliten vom Typ PRSC-EOS mit einer Lebensdauer von fünf Jahren geplant, die in sonnensynchronen und zum Äquator geneigten Umlaufbahnen platziert werden sollen. Ein genauer Starttermin steht noch nicht fest.